# Diego Luis Córdoba

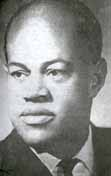
Diego Luis Córdoba

Diego Luis Córdoba (* 21. Juli 1907 in Negúa, Chocó, Kolumbien; † 1. Mai 1964 in Mexiko-Stadt) war ein kolumbianischer Anwalt und Politiker und in letzterer Funktion Gründer des Departamento Chocó in Kolumbien.

## Leben
Er erhielt seine Schulbildung in Quibdó sowie Medellín. Sein Jurastudium begann er an der Universidad de Antioquia, die er jedoch im Jahr 1928 aufgrund seines politischen Engagements verlassen musste. Das Jurastudium beendete er daraufhin an der Universidad Nacional de Colombia und war damit der erste im Chocó geborene Jurist. Während seines Aufenthalts in Bogotá wurde er einer der wichtigsten studentischen Aktivisten des Partido Liberal und ging vor allem als Vertreter des sozialistischen Flügels hervor.
1933 wurde er als parlamentarischer Vertreter von Antoquia gewählt. Der heutige Chocó gehörte damals noch zu Antoquia und Diego Luis Cordoba erhielt die Stimmen aus der Region, der er entstammte. Vierzehn Jahre lang vertrat er politisch die schwarze Bevölkerung von Antoquia, die hauptsächlich im Gebiet des heutigen Chocó lebte. 1947 erreichte er schließlich, dass die Provinz (Departamento) Chocó gegründet wurde, mit dem Ziel, der Region mit der höchsten Dichte an schwarzer Bevölkerung Autonomie zu verleihen.
Seit der Gründung des Chocó bis zu seinem Tod war Diego Luis Cordoba Senator seiner Provinz. Zusätzlich zu seinen politischen Verpflichtungen war er an der Universidad Libre und der Universidad Nacional als Professor auf einem Lehrstuhl für Arbeitsrecht und römisches Recht tätig.
Diego Luis Córdobas Nachname wurde zum Symbol für eine starke liberale Bewegung des Chocó und seine Worte sind in den Menschen aus dem Chocó bis heute lebendig: „Durch Unwissenheit sinken wir in Knechtschaft, durch Bildung steigen wir hinauf in die Freiheit.“